# ホバギー
ホバギー（Hobuggy）とは、テレビアニメ及びアニメーション映画『戦闘メカ ザブングル』に登場する、架空の移動メカの総称の一つである。なお本稿では、ホバギー以外のホバーマシンについても記述する。

## 概説
『戦闘メカ ザブングル』の舞台は惑星ゾラと呼ばれている、大異変で文明が壊滅した地球である。開拓当時の北米のように人跡未踏の荒野に戻ったゾラでは道路・鉄道の整備がされておらず、人々はもっぱらオフロードを踏破できるウォーカーマシンと高性能ガソリンエンジンを用いたホバー(ローター式・ジェット式)で浮遊するマシンを用いてインフラの未整備に対応していた。そのためゾラでは多くのホバーマシンが存在し、「ホバギー」「ホバーヘリ」「ホバーカー」等の総称がある。

### ホバギー
ホバーマシンの中で、地表付近を飛行する小型の物をホバギーと称する。
もっとも一般的なホバギーは機体後部に大型ローターを一基備えたタイプである。特に固有名詞では呼ばれていない。着陸用スキッドが3本あり、一番前の1本は飛行中は折りたたまれている。定員は最大2人まで。通常は1人乗りだが、シート後部のトランクカバーを外せばペイロードを犠牲にして2人乗りに出来る。上昇用ローターのみで飛行しており、前後左右へは体重移動で行なう。バイク感覚で乗れるメカだがシートベルトも無いのに15メートル程度は軽く上昇できる。ローター上部はほとんどふさがれていて巻き込みを防止するようになっている(時折荷台にも使われる)。劇中ではジロンやラグの以外にも多くのブレーカーやロックマンが使用している。

### アンクル
旧式のホバギー。ローターが2基装備されバイクの左右にローターが付いたようなデザインである。燃費が悪いのか大型のマフラーから煙を出して加速する。ローターは軸まで露出しており危険な設計になっている。左右からも推進力を噴出できる構造のため、戦闘に集中できる。ブレーカーに愛用者が多い。1人乗り。デザインは出渕裕(以降、デザイナー名記述の無い物は全て出渕裕によるデザイン)。

### ゲル専用ホバギー
第41話のみに登場したイノセントのドワス配下のスパイ、ゲルが使用したホバギー。公式な名前は存在しない。カラーリングは紫で、サンドラット専用のものよりも操縦席周りがコンパクトに造られ、ホバー両端に主翼が付いている。ゲルはギア・ギア戦で深手を負ったアイアンギアーを偵察し、ドワスにその状態を報告した。設定画稿は無く、アニメーターによるオリジナル機体と思われる。

### バル
正式名称は「グラマラス ホバギーI型 バル」(Iはローマ数字の1)。イノセント専用で、名称こそホバギーとあるが、シビリアン用の物とは大幅に異なるマシンと言える。曲面を多用した密閉式の機体で、シビリアン用のホバギーよりもかなり大きく、上昇用ローターを3本の着陸脚底部に備え、機体後部に推進用のホバーノズルを持っており飛行能力も高い。乗員は2名だが積載能力は高く、後部にも何人か乗せられるらしい。デザインは出渕裕のラフを元に、湖川友謙がクリーンアップ。

## ホバーヘリ
イノセントのみが使用する、飛行に特化したホバーマシン。イノセントのみが使用する。

### R.R.R.
スリーアールと読む。上昇用ローター2基、推進用ローター1基を備え、メインローターには何と軸が存在せず、左右のローターがかみ合わさって重なって回転するという奇天烈なシステムを持つ。アンドロイドの使用を前提としているため、ローターのカバーなど安全対策はまったくなされていない。武装は7.62mm機銃1門で、機首には小型レーダーを持つ。デザインは富野監督によるラフを出渕裕がクリーアップ。

### ソアラ
全長23.1mと大型の飛行メカ。主翼を持たずホバーによる揚力とジェットエンジンで飛行する。6.5mm連装機銃2門とバルカン砲2門を備え、戦闘も可能。定員は5名で、機体中央にイノセント用の滅菌設備とクリーンルームを備える。デザインは出渕裕によるが、超技術的なデザインラインを不服とした監督は、全く正反対のコンセプトであるB-25(のレプリカ)の提案に至る。

### テスタメントIII
IIIはローマ数字の3。全長8m、全備重量3.3t、4人乗り(前部コクピットに3人、後部コクピットに一人)で、2基のローターを備える。武装としてはボールマウント式連装回転機銃2門を持ち、リモコンで動作する。要人輸送用に使われる機体であり、防弾ガラスは銃弾程度では割れない強度を持つ。劇中ではカシム・キングが後部コクピットに乗り込んでいた。

### フロートヘリ
設定名は「1人乗り リモコン フロートヘリ」。コクピットもあるが無線誘導も可能。大型のフロート(車輪付き)が付いており、地上、水上、雪上で発着できる。

## ホバーカー
その名の通りのマシン。操縦席は開放式が主で、イノセント側の方が種類が豊富である。

### ホバージープ
シビリアンに使用される。名前の通りジープとホバークラフトを混ぜたようなメカ。四角いカウルで覆われた機体底部にホバーローターを内蔵する。座席は2席で(後部に人が立つ事も可能)、本来は右側操縦席前面に風防があるが、第2話でエルチが操縦したマシンには省かれていた。

### ミサイルホバーカー
イノセントのアンドロイド用で、「地上魚雷付きホバーカー」とも呼ばれる。第26話より登場し、アイアン・ギアーへの襲撃に使用された。3人乗り(座席数は2)で、4連装地上魚雷発射管2門とバルカン砲2門を装備。運転席は開放式で、大型バイクのようなカウルを持つ。

### ホバーパトカー
イノセントのドーム内で使用される警備用マシン。3人乗り(座席数は2)で、ミサイルホバーカーと良く似たデザイン。前部ローターには安全のため金網がかけられる事が多い。デザインは富野監督の大まかなラフを元に出渕裕が行った。

### ポイント内連絡用ホバーカー
イノセントのドーム内の連絡用に使用された。3人乗り(座席数は2)。

### カプセルカー
イノセントの緊急避難用として、ドームの地下通路で使用される事が多い。密閉式で一人乗り。

## その他のホバーマシン
上記の三つの他にも、ホバーマシンには多くの種別が存在する。

### ホバートラック
シビリアン用の輸送用メカで、大きな荷台とそれを支える高出力のホバーが特徴。4基のローターを備え、重量物の運搬も可能。劇中に登場した物は「ロードランド」と名付けられているローターが4基のタイプと、ローターが2基の「ロードランド・ミニ」の2種類。デザインは、湖川によるラフを元に出渕裕がクリーンアップ。

### ホバークレーン車
機体上部に大型のエレベーターを備え、大型メカをジャッキアップして修理を行なう特殊なメカ。出力はホバートラックよりも強化されている。自衛用に機銃一丁を装備している。

### ホバーシップ
設定名は「イノセント 兵員輸送用ホバーシップ」。6基のローターを持つ純然たる軍用で、レッグタイプのWMの積載も可能。スペックは全長8.2m、自重7.2t、最大積載量8t、出力1,800hp(300×6)、搭載武器は7.92mm MG34機関銃×4。

### ホバーボード
WMをマッドシーで運用するための物で、ホーラが使用した。大型WM用の「I型」と、小型WM用の「II型」がある。

## 商品化
単独商品としては、「ホバギー」のみがバンダイにより1983年3月に1/48スケールでプラモデル化されている(同スケールのジロンとラグのフィギュアが付属、後部のカバーを外す事も可能)。再発売は2005年以降時折なされている。商品の付属品としては、『1/100ガバメントタイプ』に付属していたが再発売は一度もされていない。2005年には『超合金魂 GX－28 戦闘メカ ザブングル』に完成品の1/144ホバギーが付属(ただし限定品の『超合金魂 GX-28R ザブングル(リアルカラー)』には付属しない)。2007年の『超合金魂 GX-35 ウォーカーギャリア』には、組み立て式の1/144ホバートラック(ロードランド)が付属している。